# Campeonato dos Estados Unidos de Ciclismo Contrarrelógio
Os Campeonatos dos Estados Unidos de Ciclismo Contrarrelógio organizam-se anualmente para determinar o campeão ciclista dos Estados Unidos de cada ano, na modalidade.
O título outorga-se ao vencedor de uma única corrida, na modalidade de Contrarrelógio individual. O vencedor obtém o direito a portar um maillot com as cores da bandeira dos Estados Unidos até ao campeonato do ano seguinte, somente quando disputa provas Contrarrelógio.
Este campeonato disputa-se desde 2000 ininterruptamente. Tradicionalmente sempre se disputava em Filadélfia (Pensilvânia), mas a partir de 2005 disputa-se em Greenville (Carolina do Sul).

## Palmarés

### Competições masculinas

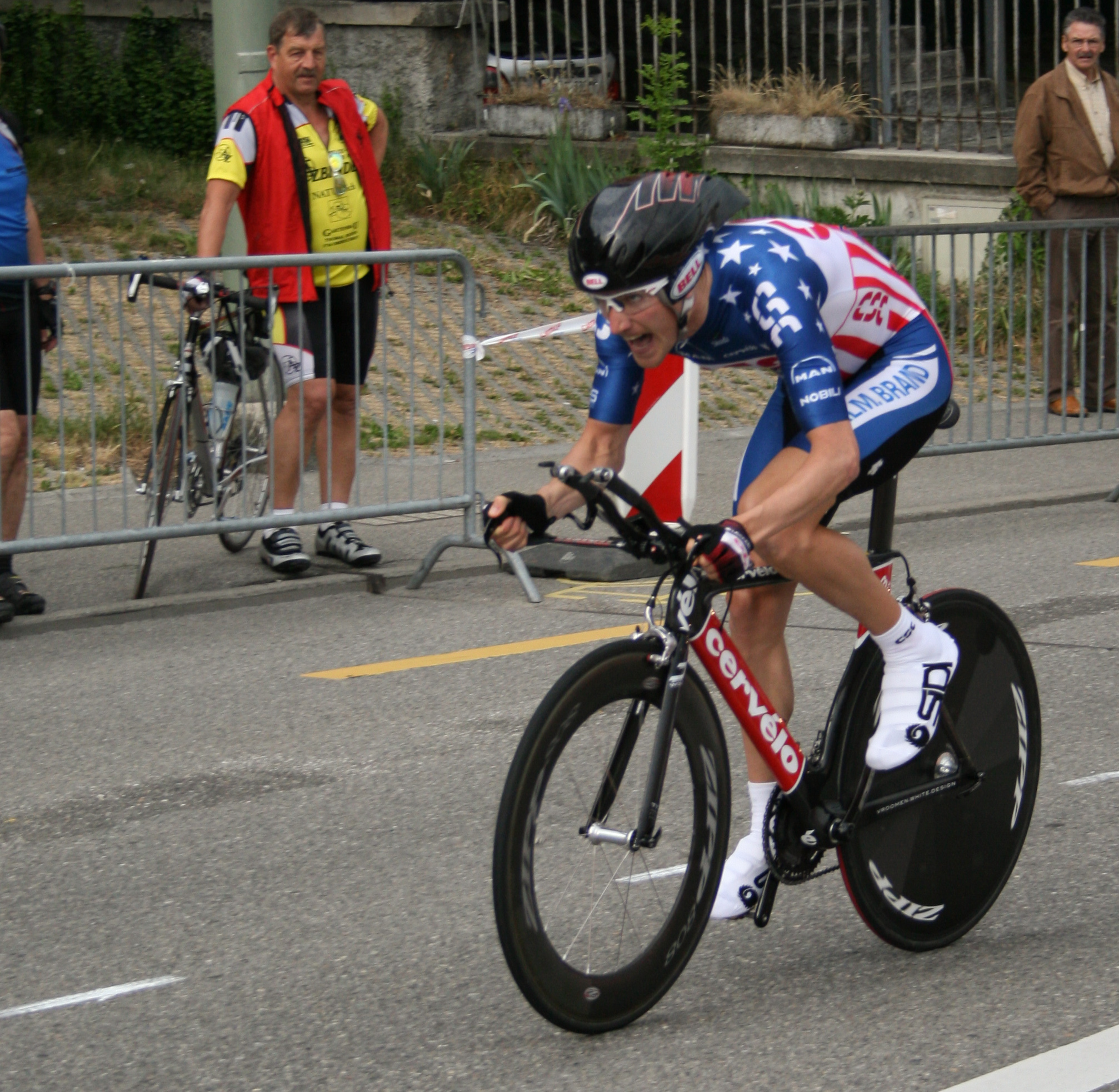
David Zabriskie com o maillot de campeão dos EUA

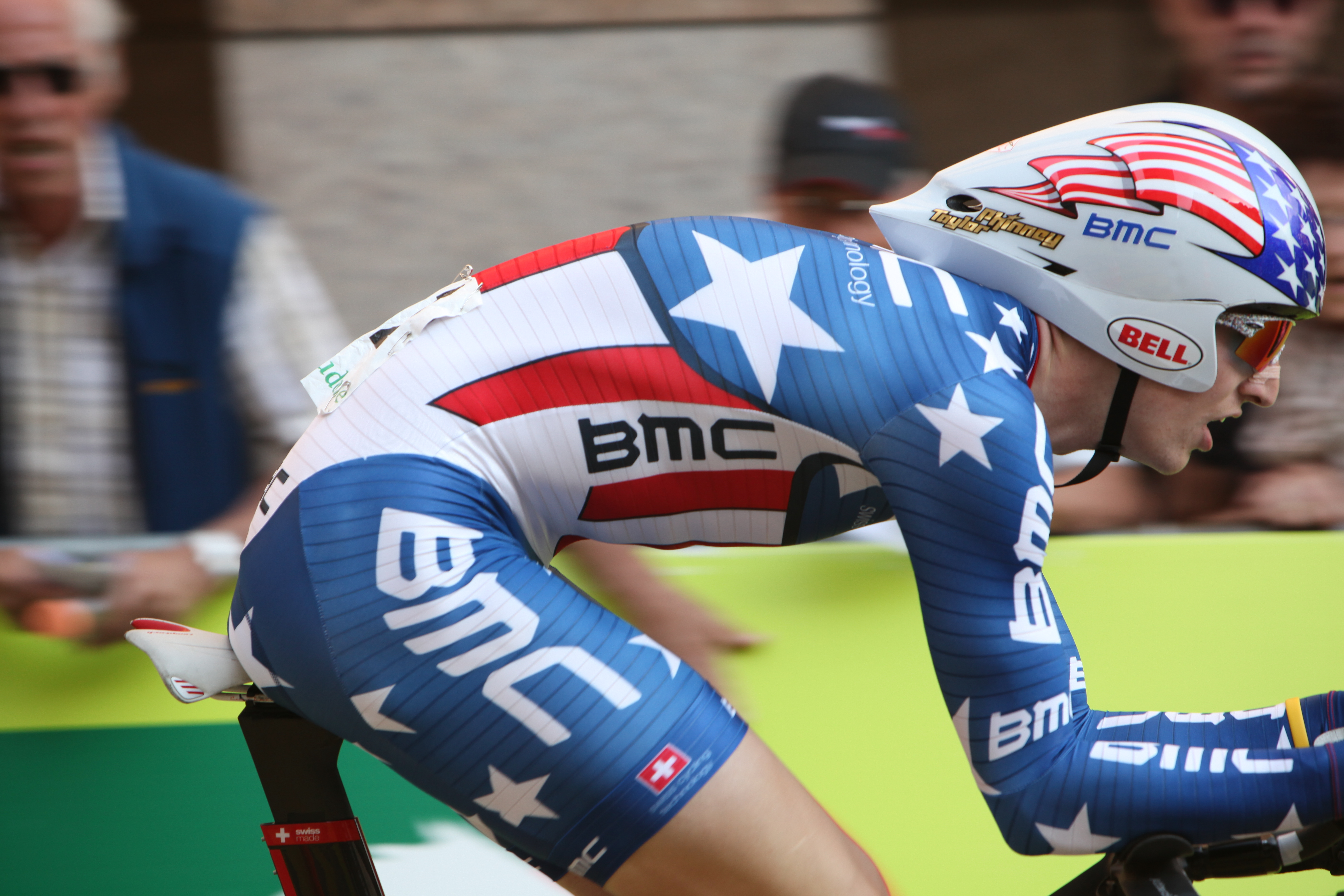
Taylor Phinney com o maillot de campeão dos EUA

| Ano  | Ganhador           | Segundo            | Terceiro             |
| ---- | ------------------ | ------------------ | -------------------- |
| 1997 | Jonathan Vaughters | Norman Alvis       | Colby Pearce         |
| 1998 | Dylan Casey        | Norman Alvis       | Frank McCormack      |
| 1999 | Levi Leipheimer    | Steve Hegg         | Chris Wherry         |
| 2000 | Adham Sbeih        | John Lieswyn       | Steve Hegg           |
| 2001 | Trent Klasna       | Adham Sbeih        | Doug Ziewacz         |
| 2002 | Dylan Casey        | Chris Horner       | Chris Baldwin        |
| 2003 | Chris Baldwin      | Tom Danielson      | Jason McCartney      |
| 2004 | David Zabriskie    | John Lieswyn       | Kenny Williams       |
| 2005 | Chris Baldwin      | Jeff Louder        | Bernard Van Ulden    |
| 2006 | David Zabriskie    | Chris Baldwin      | Jason McCartney      |
| 2007 | David Zabriskie    | Danny Pate         | Timothy Duggan       |
| 2008 | David Zabriskie    | Tom Zirbel         | Christian Vandevelde |
| 2009 | David Zabriskie    | Tom Zirbel         | Scott Zwizanski      |
| 2010 | Taylor Phinney     | Levi Leipheimer    | Bernard Van Ulden    |
| 2011 | David Zabriskie    | Tom Zirbel         | Matthew Busche       |
| 2012 | David Zabriskie    | Tejay Van Garderen | Brent Bookwalter     |
| 2013 | Tom Zirbel         | Brent Bookwalter   | Nathan Brown         |
| 2014 | Taylor Phinney     | Tom Zirbel         | David Williams       |
| 2015 | Andrew Talansky    | Benjamin King      | David Williams       |
| 2016 | Taylor Phinney     | Tom Zirbel         | Alexey Vermeulen     |
| 2017 | Joey Rosskopf      | Brent Bookwalter   | Neilson Powless      |
| 2018 | Joey Rosskopf      | Chad Haga          | Brent Bookwalter     |
| 2019 | Ian Garrison       | Neilson Powless    | George Simpson       |

### Competições femininas
| Ano  | Ganhadora           | Segunda           | Terça               |
| ---- | ------------------- | ----------------- | ------------------- |
| 1989 | Jeanne Golay        |                   |                     |
| 1990 | Inga Thompson       |                   |                     |
| 1991 | Inga Thompson       |                   |                     |
| 1992 | Jeanne Golay        |                   |                     |
| 1993 | Rebecca Twigg       |                   |                     |
| 1994 | Rebecca Twigg       |                   |                     |
| 1995 | Mari Holden         | Jeanne Golay      | Dede Demet-Barry    |
| 1996 | Mari Holden         | Alison Dunlap     | Linda Brenneman     |
| 1997 | Elizabeth Emery     | Dede Demet-Barry  | Rebecca Twigg       |
| 1998 | Mari Holden         | Karen Kurreck     | Giana Roberge       |
| 1999 | Mari Holden         | Elizabeth Emery   | Emily Robbins       |
| 2000 | Mari Holden         | Karen Kurreck     | Pamela Schuster     |
| 2001 | Kimberly Baldwwin   | HOLDEN Mari       | Pamela Schuster     |
| 2002 | Kimberly Baldwwin   | Amber Neben       | Tina Mayolo-Pic     |
| 2003 | Kimberly Baldwwin   | Dede Demet-Barry  | Amber Neben         |
| 2004 | Christine Thornburn | Amber Neben       | Dede Demet-Barry    |
| 2005 | Kristin Armstrong   | Amber Neben       | Christine Thornburn |
| 2006 | Kristin Armstrong   | Amber Neben       | Christine Thornburn |
| 2007 | Kristin Armstrong   | Amber Neben       | Christine Thornburn |
| 2008 | Alison Powers       | Mara Abbott       | Christina Ruiter    |
| 2009 | Jessica Phillips    | Evelyn Stevens    | Alison Powers       |
| 2010 | Evelyn Stevens      | Amber Neben       | Mara Abbott         |
| 2011 | Evelyn Stevens      | Amber Neben       | Kristin Armstrong   |
| 2012 | Amber Neben         | Evelyn Stevens    | Alison Powers       |
| 2013 | Carmen Small        | Kristin McGrath   | Alison Powers       |
| 2014 | Alison Powers       | Carmen Small      | Evelyn Stevens      |
| 2015 | Kristin Armstrong   | Carmen Small      | Amber Neben         |
| 2016 | Carmen Small        | Amber Neben       | Kristin Armstrong   |
| 2017 | Amber Neben         | Lauren Stephens   | Leah Thomas         |
| 2018 | Amber Neben         | Tayler Wiles      | Emma White          |
| 2019 | Amber Neben         | Chloe Dygert-Owen | Leah Thomas         |

## Estatísticas

### Mais vitórias
| Ciclista        | Vitórias | Anos                               |
| --------------- | -------- | ---------------------------------- |
| David Zabriskie | 6        | 2006, 2007, 2008, 2009, 2011e 2012 |
| Taylor Phinney  | 3        | 2010, 2014 e 2016                  |
| Chris Baldwin   | 2        | 2003 e 2005                        |
| Joey Rosskopf   | 2        | 2017 e 2018                        |

| Ciclista          | Vitórias | Anos                          |
| ----------------- | -------- | ----------------------------- |
| Mari Holden       | 5        | 1995, 1996, 1998, 1999 e 2000 |
| Kristin Armstrong | 4        | 2005, 2006, 2007 e 2015       |
| Amber Neben       | 4        | 2012, 2017, 2018 e 2019       |
| Kimberly Baldwwin | 3        | 2001, 2002 e 2003             |
| Inga Thompson     | 2        | 1990 e 1991                   |
| Rebecca Twigg     | 2        | 1993 e 1994                   |
| Alison Powers     | 2        | 2008 e 2014                   |
| Evelyn Stevens    | 2        | 2010 e 2011                   |
| Carmen Small      | 2        | 2013 e 2016                   |